# Albert Lejeune
Albert Lejeune (Savigny-sur-Orge, 26 ottobre 1885 – Marsiglia, 3 gennaio 1945) è stato un giornalista e editore francese collaborazionista, morto fucilato.

## Biografia
Nato orfano di padre, Albert Lejeune divenne assistente di un notaio all'età di 14 anni, poi passò, dal 1901 al 1910, nel servizio del contenzioso della Compagnie du chemin de fer de Paris à Orléans. Il suo ingresso nel giornalismo avvenne durante questo periodo, scrivendo dei documenti per L'auto-bici. 

### Il giornalista
Autodidatta, riformato dal servizio militare per motivi di salute, entrò nel 1909 al servizio del deputato repubblicano Jean Argeliès (1862-1914). È senza dubbio con il suo sostegno che fondò l'anno successivo un settimanale, L'Avenir de la Seine et Oise, che però fallì in pochi mesi. 
Nel 1910 sposò Georgette Charpentier, figlia del direttore del giornale La Gazette d'Arpajon, Jules-Honoré Charpentier. Nel 1911 assunse la direzione del giornale del suocero, gli cambiò nome in La Gazette de la Seine et Oise
 
e ne divenne proprietario. 
Nel 1913 Lejeune acquistò una tipografia per il suo giornale, e dopo la guerra fondò una società per azioni nella quale confluirono tutti i suoi beni: La Gazette, la tipografia e una società di gestione immobiliare che sembra gli abbia fruttato molto. 
Fu probabilmente alla fine degli anni 1920, o all'inizio degli anni 1930, che incontrò Raymond Patenôtre (1900-1951), influente proprietario ed editore di giornali, che dal 1925 dirigeva il gruppo editoriale repubblicano "Omnium", specializzato nella stampa quotidiana di provincia. Lejeune cedette la maggioranza del suo capitale a Patenôtre (divenuto nel contempo molto amico del Presidente del Consiglio Pierre Laval) e divenne il suo braccio destro. L'editore gli affidò dapprima la direzione di alcuni giornali locali e poi, nel 1930, lo nominò direttore del Petit Niçois. Nello stesso anno Lejeune fu nominato cavaliere della Legion d'onore.
Nel 1935 Lejeune è direttore generale e amministratore della maggior parte dei titoli del gruppo di Patenôtre (Le Petit Niçois, Le Petit Var, Lyon républicain)

. Ma più importante fu la nomina a direttore generale del quotidiano parigino Le Petit Journal, acquistato da Patenôtre e dai suoi alleati nel 1932. Ricoprì questa funzione dal 1932 al 1937

. Su sollecitazione di Patenôtre, questo quotidiano sostenne Pierre Laval nel 1934-1935, poi si avvicinò al Fronte popolare. 
Promosso ufficiale della Legion d'onore nel 1935, Lejeune divenne anche vicepresidente dell'associazione professionale della stampa repubblicana e nel 1936 presidente del quotidiano del dipartimento dei Vosgi, L'Express de l'Est, ruolo che mantenne fino al 1944.
Nel 1937 Patenôtre vendeva Le petit journal, e lo poneva alla guida della società L'auto-Sports, che pubblicava L'Auto, primo quotidiano sportivo francese (allora in pieno dissesto), che diventerà dopo la guerra L'Équipe. Manager temibile e opportunista, Lejeune sbarca Henri Desgrange (l'ex ciclista che aveva organizzato il primo Tour de France nel 1903) e Jacques Goddet, prima di reintegrare quest'ultimo perché era l'unico in grado di gestire e organizzare il Tour.

### Il collaborazionista
Patenôtre, risolutamente antinazista, affidò le chiavi del suo gruppo a Lejeune e scomparve, raggiungendo New York nel 1941. Durante l'occupazione, Lejeune rimane direttore generale del Petit niçois, del Régional de l'Ouest e de la Sarthe, direttore del Lyon républicain e di Le  Soir de Lyon. Nel luglio 1941, Lejeune fu nominato presidente-direttore generale, de L'Auto. 
Durante l'Occupazione, alcune rubriche del giornale si segnalarono con comunicati ostili alla Resistenza, i cui membri venivano indicati come «terroristi». Nel frattempo, il capitale dell'Omnium, il cui delegato era Albert Lejeune, passò essenzialmente nelle mani dell'occupante, attraverso il "Dipartimento della propaganda in Francia", struttura nazista che gestiva la propaganda e il controllo della stampa nella Francia occupata. Lejeune iniziò subito la sua attività di collaborazionista, fermamente convinto che fosse possibile una convivenza con i tedeschi.
Dopo i giornali passò ad occuparsi di editoria: nel dicembre 1941 acquistò 700 quote (su 2.000) delle Éditions Nathan; tra marzo e agosto 1942 prese il controllo delle edizioni Calmann-Lévy attraverso una delle società dipendenti, le Éditions Balzac. Partecipò attivamente a quella che allora veniva chiamata «arianizzazione delle società ebraiche», mascherando la spoliazione con l'acquisizione di quote finanziarie a basso prezzo.

### Condanna ed esecuzione capitale dopo la Liberazione
Dopo la Liberazione, Albert Lejeune fu arrestato a Nizza, dove risiedeva, i suoi beni furono confiscati e il suo processo si aprì il 20 ottobre 1944 davanti alla Corte d'Assise di Marsiglia. L'accusa iniziale riguardava solo il suo coinvolgimento in un tentativo di riacquisizione del quotidiano Le Petit Marseillais, nel quale furono coinvolti i tedeschi e Pierre Laval. Durante il processo fu rivelata la sua fortuna, circa 40 milioni di franchi dell'epoca. In trenta minuti  Lejeune fu definito dalla Corte "colpevole di intelligenza col nemico" e condannato a morte (oltre che all'indegnità nazionale e alla confisca di tutti i suoi  beni)
. 
in Francia, soltanto un altro editore-proprietario fu giustiziato durante l'epurazione, Jean Luchaire. Lejeune tentò di discolparsi accusando Patenôtre, ma la sua esecuzione fu solo ritardata. Fu giustiziato il 3 gennaio 1945.